# Lee Sun-bin
Lee Sun-bin (Hangul: 이선빈, tên khai sinh là Lee Jin-kyung (Hangul: 이진경)), sinh ngày 7 tháng 1 năm 1994) là một nữ diễn viên và ca sĩ người Hàn Quốc. Cô được biết đến với vai chính trong các bộ phim Biệt đội 38, Missing 9 và Criminal Minds. Cô gia nhập nhóm nhạc nữ JQT sau sự ra đi của thành viên Minsun vào tháng 9 năm 2011 cho đến khi nhóm tan rã vào năm 2012.